# Vídeňský klasicismus
Vídeňský klasicismus (německy Wiener Klassik) byl proud či hudební styl v dějinách evropské hudby přibližně v letech 1780–1827. Širší význam tohoto pojmu může zahrnovat i celé „období vídeňský klasicismus“.
Mezi vídeňské klasiky se pak řadí zejména skladatelé Joseph Haydn, Wolfgang Amadeus Mozart, či Ludwig van Beethoven. Mezi další skladatele tohoto období je možné zahrnout také Antonia Salieriho, Michaela Haydna, či Carla Ditterse von Dittersdorf.

## Charakteristika stylu

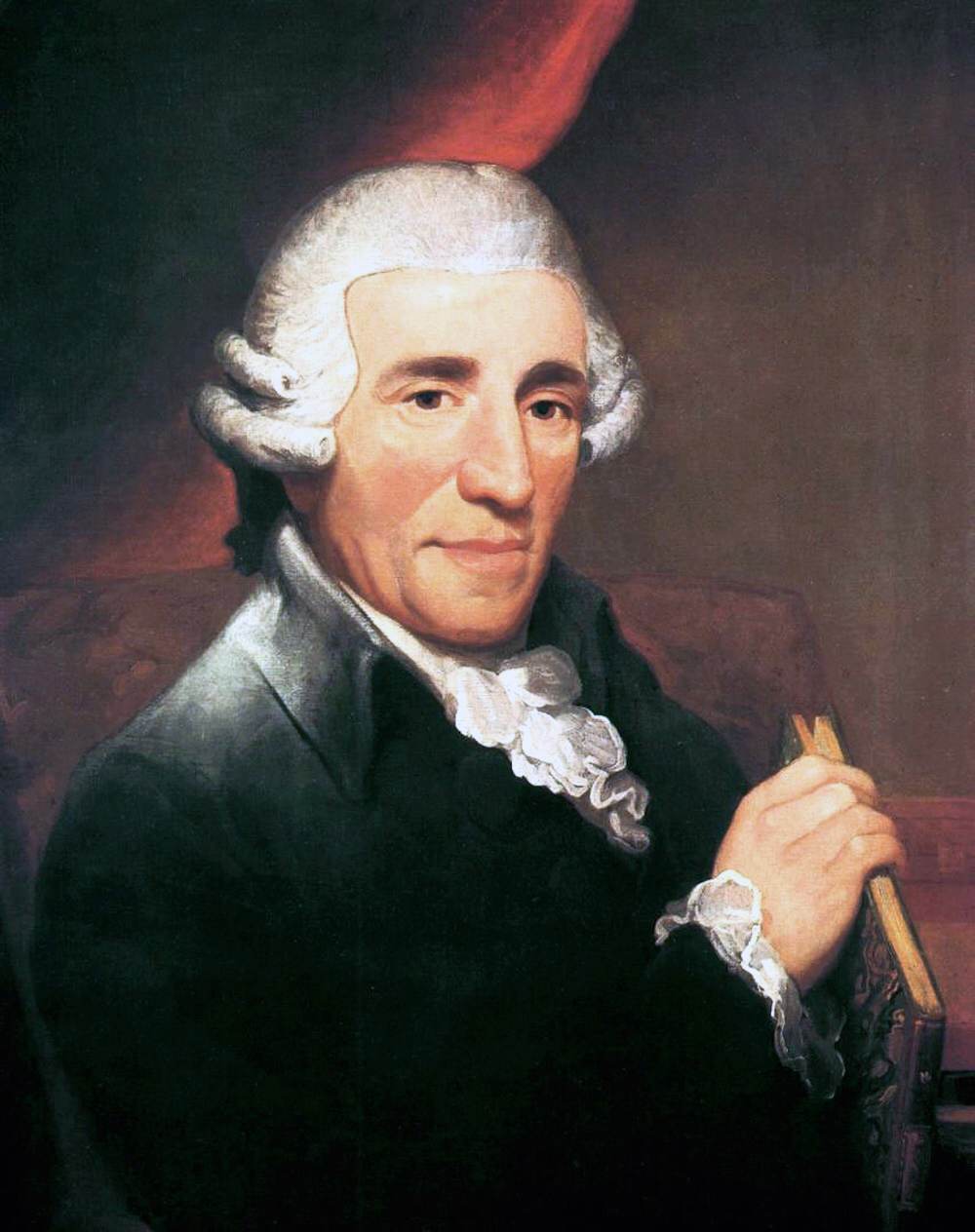
Joseph Haydn 1791, olej od Thomase Hardyho

Pro tři největší skladatele vídeňského klasicismu je charakteristické dokonalé ovládnutí nejrůznějších hudebních žánrů a druhů tehdejší doby, od lidové písně po barokní vícehlas. Spojením vlastností galantního a pocitového stylu a sloučením některé německých, francouzských a italských styly vytvořili celý nový žánr.

## Problematika vymezení pojmu
Zatímco anglická muzikologie výraz „vídeňský klasicismus“ spíše odmítá a upřednostňuje obecnější výraz klasika/klasicismus, v německém muzikologickém prostředí je předmětem diskuse. Ludwig Finscher se jej pokoušel na základě myšlenek Raphaela Georga Kiesewettera z roku 1834 vymezit díly Josepha Haydna a W. A. Mozarta mezi roky 1781 a 1803. Hans Heinrich Eggebrecht rozsáhlými a velmi detailními analýzami doložil svou celkovou definici zahrnující Haydna, Mozarta a Beethovena. Naproti tomu Carl Dahlhaus zastával názor Friedricha Blumeho, že klasicismus a romantismus tvoří jednu společnou klasicko-romantickou epochu. Toto dialektické spojení mezi vídeňským klasicismem a romantismem se zvláště zřetelně projevuje ve srovnání Beethovena a Schuberta. Thrasybulos Georgiades přiřadil Schuberta ve svých analýzách jeho vokální a instrumentální hudby k oněm třem velikánům „vídeňského klasicismu“ a poukázal na Schubertův klasický kompoziční styl, zejména v jeho písních a jeho symfonii h-moll „Nedokončené“.